# V973 Scorpii
V973 Scorpii eller HD 151804 är en ensam stjärna i den södra  delen av stjärnbilden Skorpionen. Den har en högsta skenbar magnitud av ca 5,22 och är svagt synlig för blotta ögat där ljusföroreningar ej förekommer. Baserat på parallax enligt Gaia Data Release 3 på ca 0,489 mas, beräknas den befinna sig på ett avstånd på ca 7 000 ljusår (2 000 parsek) från solen. Den rör sig närmare solen med en heliocentrisk radialhastighet på ca -63 km/s. Den är en av de ljusaste stjärnorna i Scorpius OB1-föreningen och ligger en halv grad från NGC 6231, som är en del av samma förening.

## Observation
HD 151804 fastställdes vara en Wolf-Rayet-stjärna någon gång mellan 1888 och 1894 vid Harvard College-observatoriet. Mer moderna publikationer klassificerar den dock som en Of-stjärna. Fotometriska observationer publicerade av Bart Bok et al. 1966 och Nancy Morrison 1975 angav att HD 151804 kan vara en variabel stjärna. Variabilitet bekräftades 1989 av Arnout van Genderen et al. De kunde inte härleda någon period, men noterade att den varierade i en tidsskala av mindre än två dygn. År 1990 fick HD 151804 variabelbeteckningen V973 Scorpii.

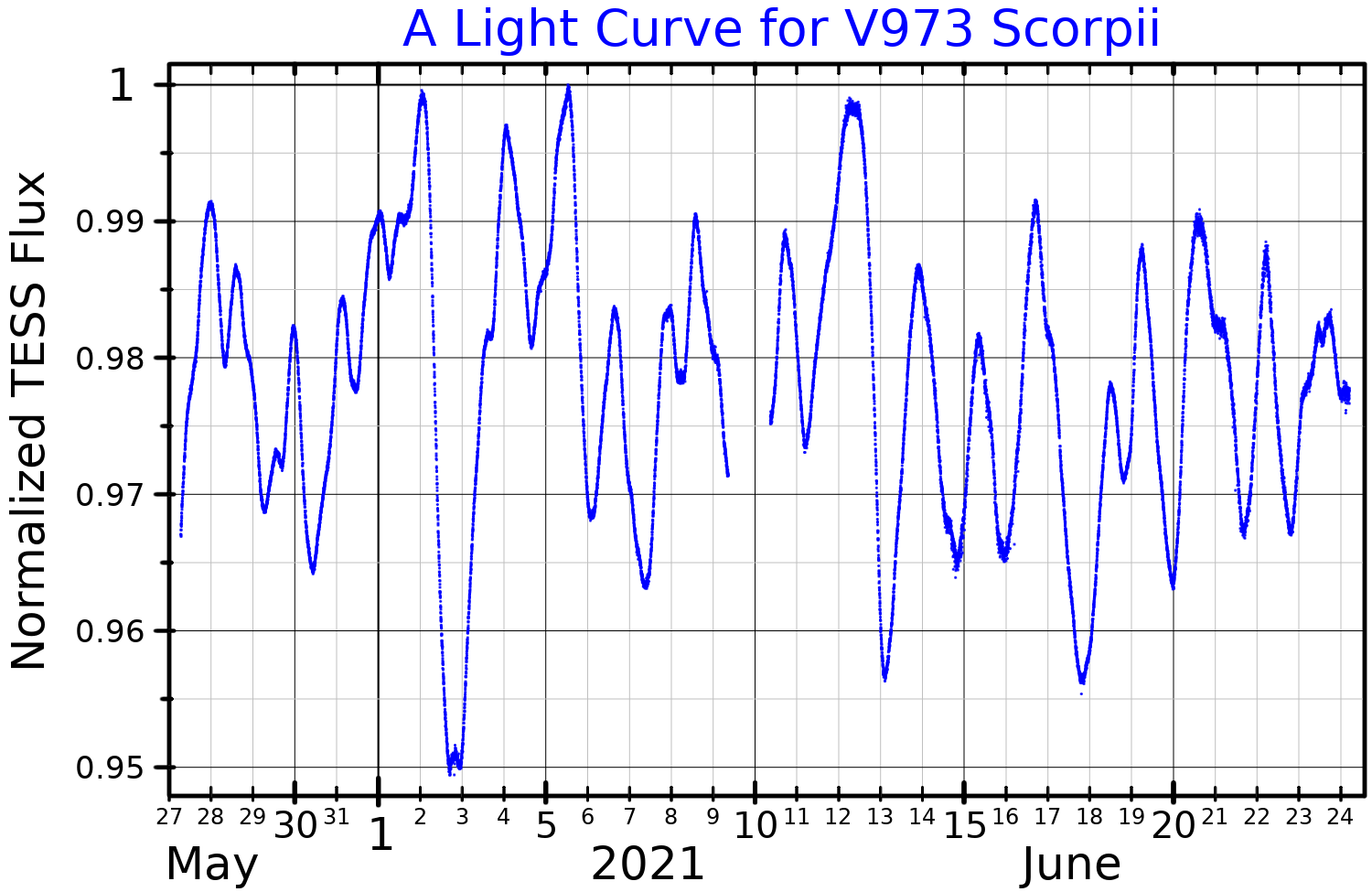
Ljuskurva för V973 Scorpii plottade från NASA:s TESS-data

Tahina Ramiaramanantsoa et al. studerade 2015 HD 151804, med BRITE-konstellationen av nanosatelliter. Under sin tvåmånadersperiod av observationer med hög kadens fann de att stjärnans ljusstyrka varierade med 0,04 magnitud från 5,22 - 5,28, vilket visade en överlagring av ett stort antal perioder, varav de mest uttalade var mindre än ett dygn. Dessa olika pulseringslägen hade en livslängd på fem till tio dygn. De hävdar att dessa pulseringar kan vara gravitationsvågor, stokastiskt exciterade av stjärnans konvektiva kärna.
År 1968 upptäckte John Hutchings att HD 151804 har en stjärnvind. Den förlorar massa med en hastighet av 6×10−6 solmassa per år. Vindens sluthastighet är 1 450 km/sek.

## Egenskaper
V973 Scorpii är en blå till vit ljusstark superjättestjärna av spektralklass O8 Iaf. Den har en massa som är ca 40 solmassor, en radie på ca 35 solradier och utsänder från dess fotosfär energi motsvarande ca 800 000 gånger solen vid en effektiv temperatur av ca 29 000 K.